# Handel mit Vollblutpferden

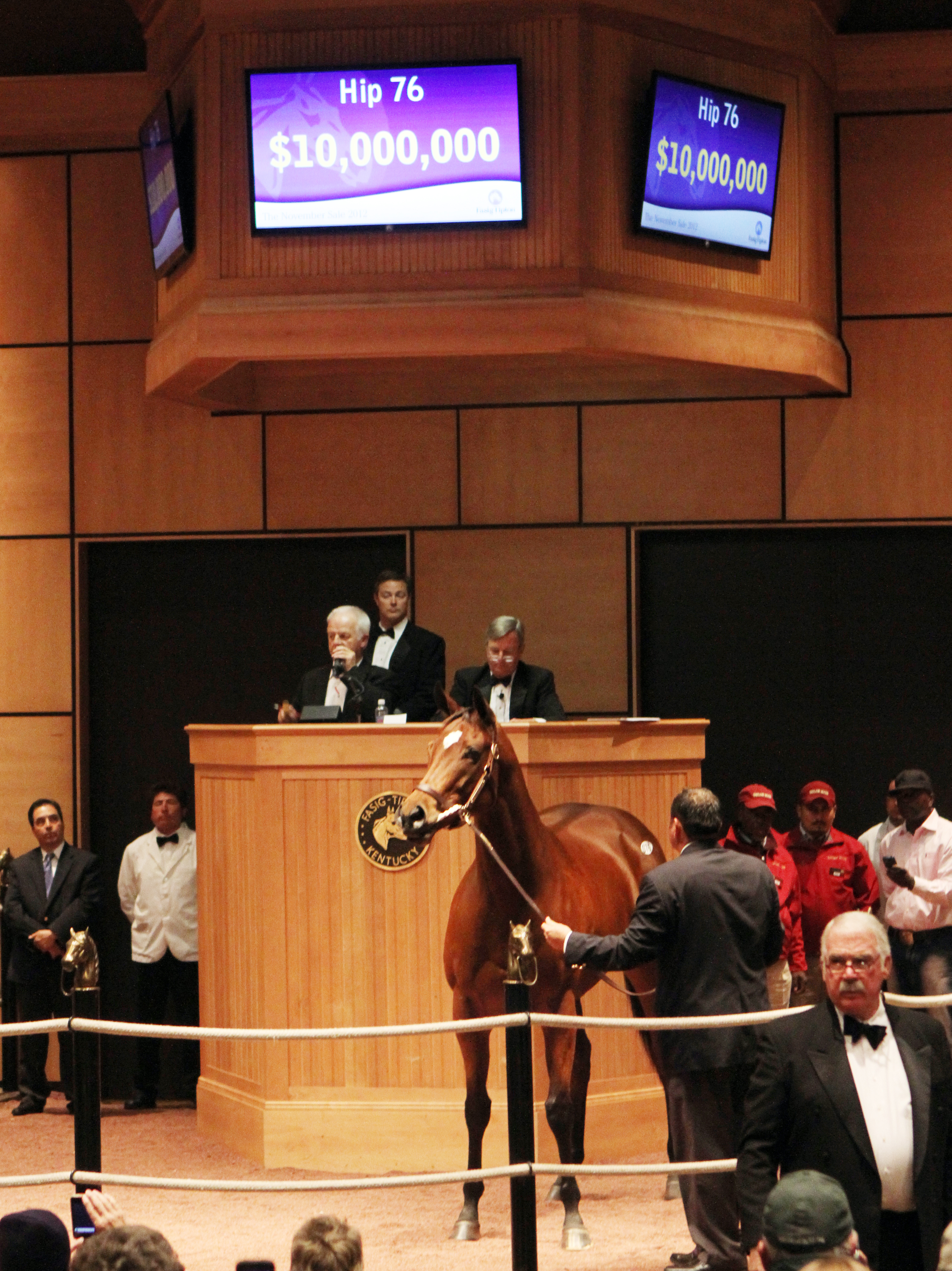
Die 5-jährige Stute Havre de Grace wird 2012 nach ihrer Rennlaufbahn für 10 Mio. $ beim Fasig-Tipton November Sale in Lexington, Kentucky verkauft

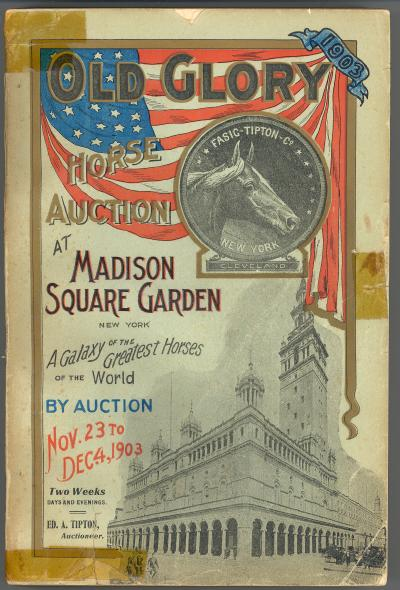
Fasig-Tipton, „Old Glory Sale“ Katalog, 1903

Der Handel mit Vollblutpferden ist der Kauf und Verkauf von Vollblut-Pferden für den Pferderennsport. Es ist ein Teilbereich des Pferdehandels. Viele Vollblut-Pferde werden im Jährlingsalter über Auktionen verkauft.

## Eignung und Preise von Vollblütern
Die Preise für Vollblüter variieren stark, je nach Alter, Abstammung, Körperbau, Geschlecht und anderen Marktfaktoren. In den USA lagen beispielsweise im Jahr 2022 die Durchschnittspreise für Absetzer auf Auktionen bei rund 71 000 US-Dollar, für Jährlinge 88 000 US-Dollar, für Zweijährige 92 000 US-Dollar.
Durchschnittswerte können jedoch täuschen. Beispielsweise wurden bei einer Keeneland-Auktion im Herbst 2007 rund 3800 junge Pferde für insgesamt 385 Mio. US-Dollar verkauft, was einem Durchschnitt von 100 000 US-Dollar pro Pferd entspricht. Darunter waren jedoch 19 Pferde nur einen Verkaufspreis von je 1 000 US-Dollar erzielten, wohingegen 34 Pferde über 1 Mio. US-Dollar erreichten.
Die Gewinnsumme eines Rennpferdes kommt Besitzern und, insbesondere bei Zuchtrennen auch Züchtern zugute. 2007 verdienten alle Rennpferde in den USA zusammen 1,2 Milliarden US-Dollar, so dass ein US-Rennpferd im Schnitt knapp 17 000 US-Dollar gewann. Die Gewinnsumme beeinflusst jedoch nicht nur den aktuellen Wert des Pferds, sondern auch seinen zukünftigen Wert als Zuchttier. Die Deckgebühren für Hengste, die in die Zucht gehen, können in den Vereinigten Staaten zwischen 2.500 und 300.000 US-Dollar pro Stute liegen, und in Großbritannien zwischen 2.000 Pfund und 75.000 Pfund oder mehr.
Rekordpreise bei Auktionen sorgen oft für Schlagzeilen, spiegeln aber nicht unbedingt den zukünftigen Erfolg des Tieres wider. 2006 erreichte ein zweijähriges Hengstfohlen namens The Green Monkey, ein Nachkomme von Northern Dancer, mit 16 Mio. US-Dollar den bis dahin weltweit höchsten Zuschlag bei einer Vollblutauktion. Aufgrund von Verletzungen konnte The Green Monkey nur drei Mal starten, er gewann kein Rennen und wurde 2008 im Gestüt aufgestellt.

### Northern Dancer
In den 1970er und 1980er Jahren, hielten Nachkommen von Northern Dancer (1961–1990) Preisrekorde, wobei im Verlauf von 22 Jahren 174 Northern Dancer-Nachkommen für insgesamt 160 Millionen US-Dollar bei den Keeneland Sales verkauft wurden Jahren. Die US-amerikanische National Thoroughbred Racing Association nennt ihn „einen der einflussreichsten Vererber in der Geschichte des Vollbluts.“ Zum Zeitpunkt seines Todes im Jahr 1990 hatten seine Nachkommen mehr als 1.000 Rennen gewonnen. Siebenundzwanzig der dreiunddreißig Pferde der folgenden Liste stammten (Stand 2020) aus der Northern Dancer-Vaterlinie. Der jüngste gemeinsame Vorfahr auf Vaterseite aller dreiunddreißig Pferde der unten stehenden Liste von Auktionsrekorden bei Vollblut-Jährlingen ist Phalaris, alle über Pharos, mit Ausnahme von Meydan City und King's Consul die über Sickle von Phalaris abstammen.

## Auktionshäuser
Die Society of International Thoroughbred Auctioneers (SITA) ist ein internationaler Verband für Rennpferd-Auktionshäuser, der 1983 gegründet wurde.

### Deutschland

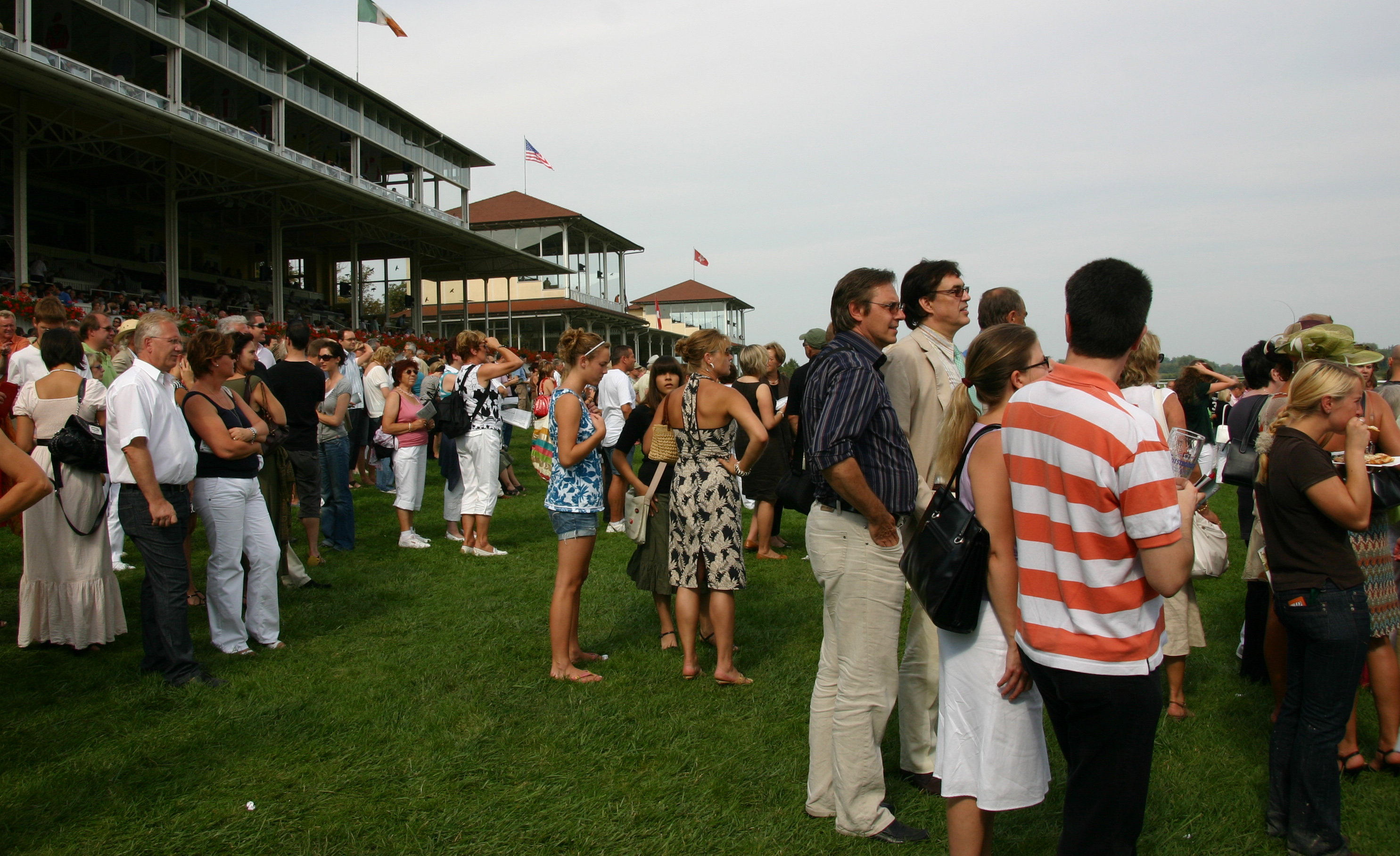
Zuschauer des 232. Preis der BBAG Jährlingsauktion, 2008

Vollblüter werden in Deutschland über die BBAG Sales vermarktet, die in Iffezheim von der Baden-Badener Auktionsgesellschaft organisiert werden.
1963 wurde in Baden-Baden von zahlreichen großen Vollblutgestüten, wie Schlenderhan, Röttgen, Zoppenbroich und Privatpersonen wie Alfred Wilhelm von Kap-Herr eine Firma namens Deutimex gegründet, die im Rahmen der Internationalen Woche am rennfreien Donnerstag die erste Jährlingsauktion im Führring des Rennplatz Iffezheim veranstaltete. 1972 kam eine zweite Auktionsgesellschaft, der VFV (Verein zur Förderung der Vollblutzucht durch Gemeinschaftsauktionen e.V.) hinzu. Zu den Züchtern, die ihren Nachwuchs über die VFV vermarkteten gehörten unter anderen die Gestüte Römerhof, Fährhof und Harzburg.
Die beiden Auktionshäuser schlossen sich am 15. März 1988 zur Baden-Badener Auktionsgesellschaft (BBAG) e.V. zusammen. Sie verkauft rund 500 Vollblüter pro Jahr (Stand 2023). Die Baden-Badener Auktionsgesellschaft finanziert mehrere Vollblut-Rennen, darunter den Preis der BBAG Jährlingsauktion beim Herbstmeeting in Iffezheim.

### Frankreich

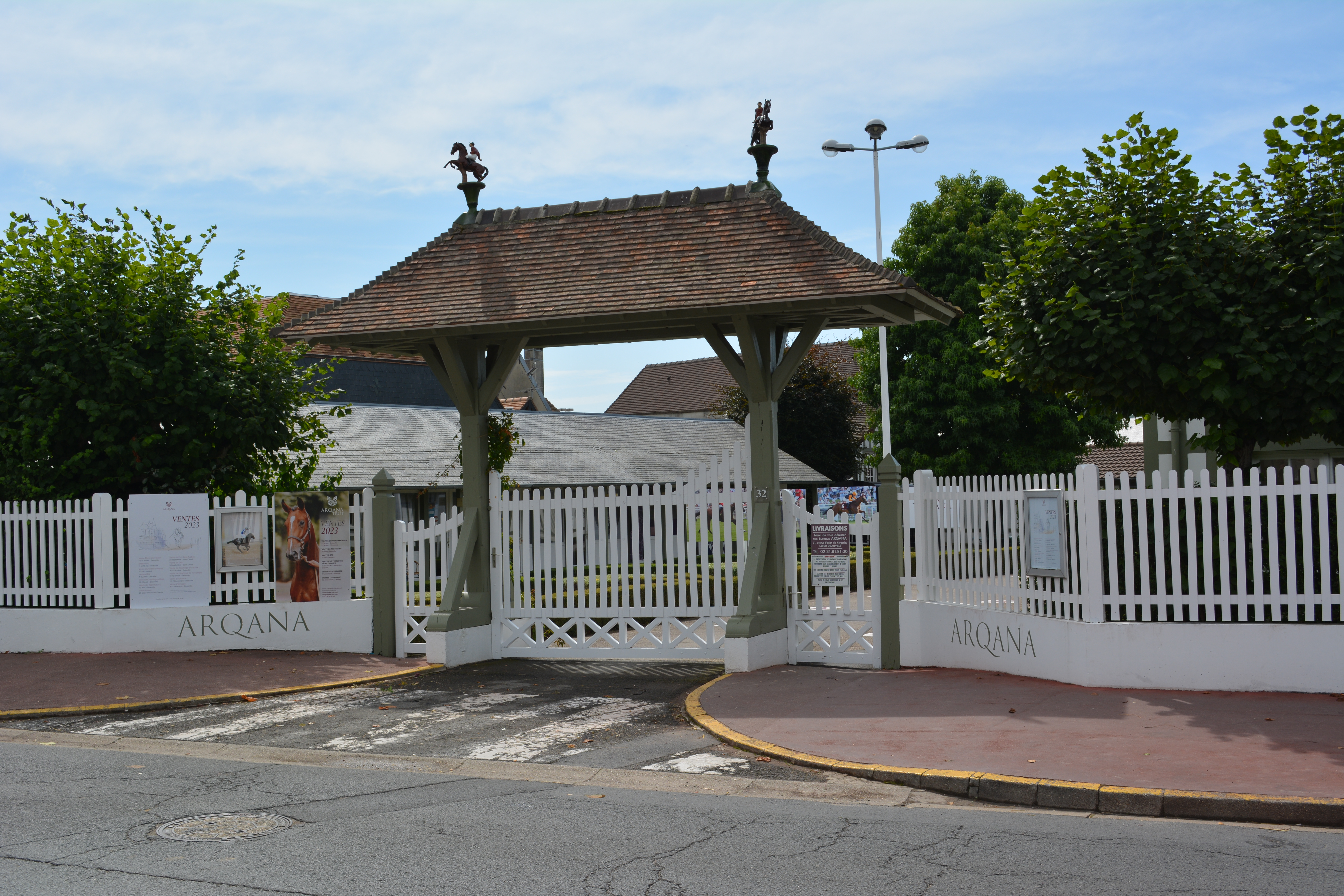
Eingang zur Arqana Niederlassung in Deauville, Frankreich

Die erste Vollblutauktion in Deauville fand am 20. August 1887 statt, als dort 20 Pferde zum Verkauf angeboten wurden. 1892 kaufte Gustave Lyon das Grundstück auf dem sich noch heute das Auktionshaus Elie de Brignac befindet. Im Frühjahr 1968 wurde die Agence Française de Vente de Pur Sang mit dem Schwerpunkt auf dem Verkauf von Jährlingen gegründet. Die konkurrierende Office du Pur Sang mit Sitz in Saint-Cloud wurde 1979 von Goffs France übernommen.
Arqana entstand 2006 aus dem Zusammenschluss der beiden Auktionshäuser L'Agence Française de Vente du Pur-sang und Goffs France. Mehrheitsaktionär des Unternehmens war Aga Khan IV., Frankreichs größter Besitzer und Züchter von Englischen Vollblüter. 30 Prozent gehörten einem Konsortium französischer Züchter. Im August führt Arqana die Ventes de Deauville, eine der weltweit größten Auktionen für Vollblut-Jährlinge, durch. Arqana handelt sowohl mit Galoppern als auch mit Trabern. Arqana verkaufte 2023 bei 18 Auktionen, darunter mehrere Online-Auktionen, insgesamt 3152 Vollblüter für rund 200 Mio. €, was einem Durchschnittspreis von ca. 65 000 € entspricht. Bekannte Pferde, die von dem Auktionshaus verkauft wurden, sind Galileo und Sea The Stars. Es gibt zwei Niederlassungen, Elie de Brignac in Deauville und der Manège Boussac auf der Pferderennbahn Saint-Cloud.
Das 2008 gegründete Auktionshaus Osarus veranstaltet im September ein Jährlingsverkauf beim Hippodrome du Béquet, La Teste-de-Buch statt und seit 2015 wird mit Trabern gehandelt. Osarus verkaufte 2023 rund 250 Rennpferde.

### Großbritannien und Irland

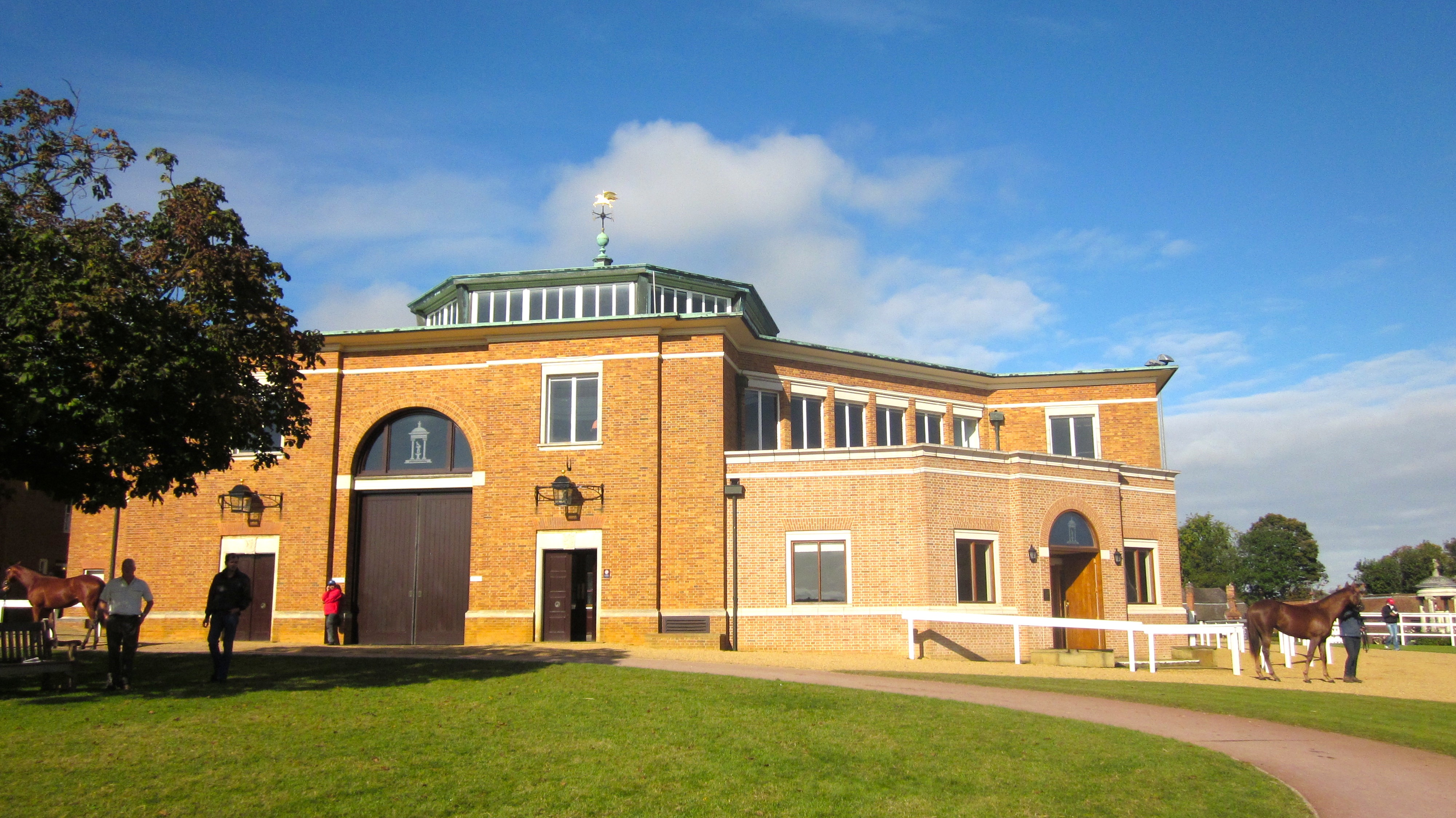
Auktionshaus Tattersalls Ltd., Newmarket, GB

Tattersalls ist in Großbritannien und Irland das größte Auktionshaus für Rennpferde. Es wurde 1766 von Richard Tattersall gegründet. Sein Sohn Edmund Tattersall (1758–1810) erweiterte das Geschäft auf Frankreich.
Seit 1988 veranstaltet Tattersalls Auktionen in Old Fairyhouse, County Meath, Irland. Der Sitz von Tattersalls Ltd. ist in Newmarket. Tattersalls Ltd. versteigerte jährlich etwa 8.500 englische Vollblutpferde (Stand 2023).
1866 gründete Robert J. Goff in Irland das erste Auktionshaus für Vollblüter und veranstaltete für den irischen Turfclub Auktionen. Bis dahin wurden gute irische Nachwuchspferde vorwiegend in England von Tattersalls verkauft. 1919 gewann mit Grand Parade erstmals ein Verkaufspferd von Goffs das Epsom Derby. 1973 verlor Goffs sein Auktiongelände in Dublin, er ließ sich deshalb in Kill an der N7 nieder und gründete Goffs Kildare Paddocks mit großer Verkaufsarena und zugehörigen Stallungen. Das Unternehmen ist sowohl in Irland und Großbritannien (Doncaster) aber auch in Dubai aktiv und hatte bis 2006 mit Goffs France eine französische Niederlassung. Goffs Bloodstock Sales verkauft jährlich etwa 3600 Vollblüter bei rund einem Dutzend Auktionen, darunter eine in Dubai und eine Online-Auktion für Zuchtrechte, für rund 180 Mio. €, was einem Durchschnittspreis von knapp 50 000 €/Pferd entspricht.
Das 1846 gegründete britische Auktionshaus Russell, Baldwin and Bright wechselte im Jahr 2000 seinen Namen zu Brightwells. Es veranstaltete bis 2020 zahlreiche Pferdeauktionen. Das Unternehmen führte 66 Jahre lang Auktionen für den Welsh-Pony-Zuchverband durch. Es veranstalteten Auktionen für den britischen Zuchtverband des American Standardbred-Traber (STAGBI) in Builth Wells, für den Shetlandpony Zuchtverband, die Horse & Pony Sales in Hereford und eine Sportpferde-Auktion in Addington Manor Equestrian Centre in Addington, Buckinghamshire. Das Auktionshaus Brightwells handelt weiterhin mit Autos, Landmaschinen, Wein und Whiskey.

### Italien
Von 1963 bis 2001 organisierte der Nationale Verband der Vollblutpferdezüchter (Associazione Nazionale Allevatori Cavalli) Rennpferdauktionen. Ab dem Jahr 2002 übernahm die Società Gestione Aste (SGA), die von der Associazione Nazionale Allevatori Cavalli kontrolliert wird. Die SGA-Auktionen finden beim Ippodromo San Siro bei Mailand statt. 2023 wurden knapp 100 Rennpferde verkauft.

### Südafrika
In Südafrika veranstaltet die 2022 gegründete Cape Racing Sales bei dem Kenilworth Racecourse in Westkap Rennpferdeauktionen. 2023 verkaufte das Unternehmen rund 200 Rennpferde.

### USA

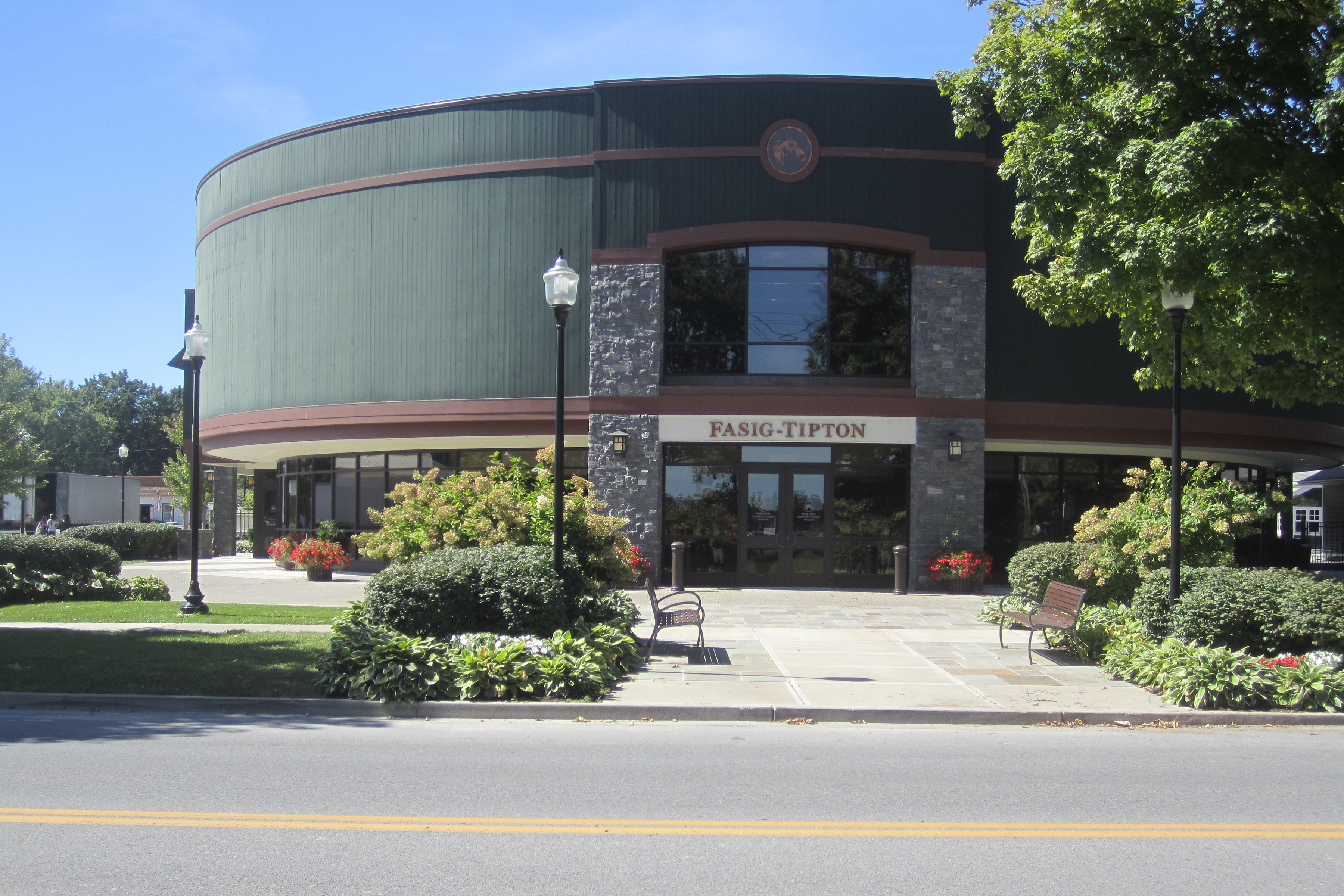
Auktionshaus von Fasig-Tipton in Saratoga, USA

Die 1898 gegründete Fasig-Tipton Company, Inc. ist das älteste amerikanische Auktionshaus für Vollblutpferde. Das Unternehmen verfügt über Niederlassungen in Lexington (Kentucky), Elkton (Maryland) und Saratoga Springs (New York).
Keeneland Sales ist das größte Auktionshaus für Vollblüter in den USA. Es wurde 1935 als gemeinnützige Organisation auf 59 ha Ackerland, das Jack O. Keene gehörte, westlich von Lexington (Kentucky) gegründet.

### Kanada
In Kanada organisiert die 1906 gegründete Canadian Thoroughbred Horse Society, in Toronto, Ontario, Rennpferdeauktionen, bei denen 2023 rund 200 Pferde verkauft wurden.

### Australien

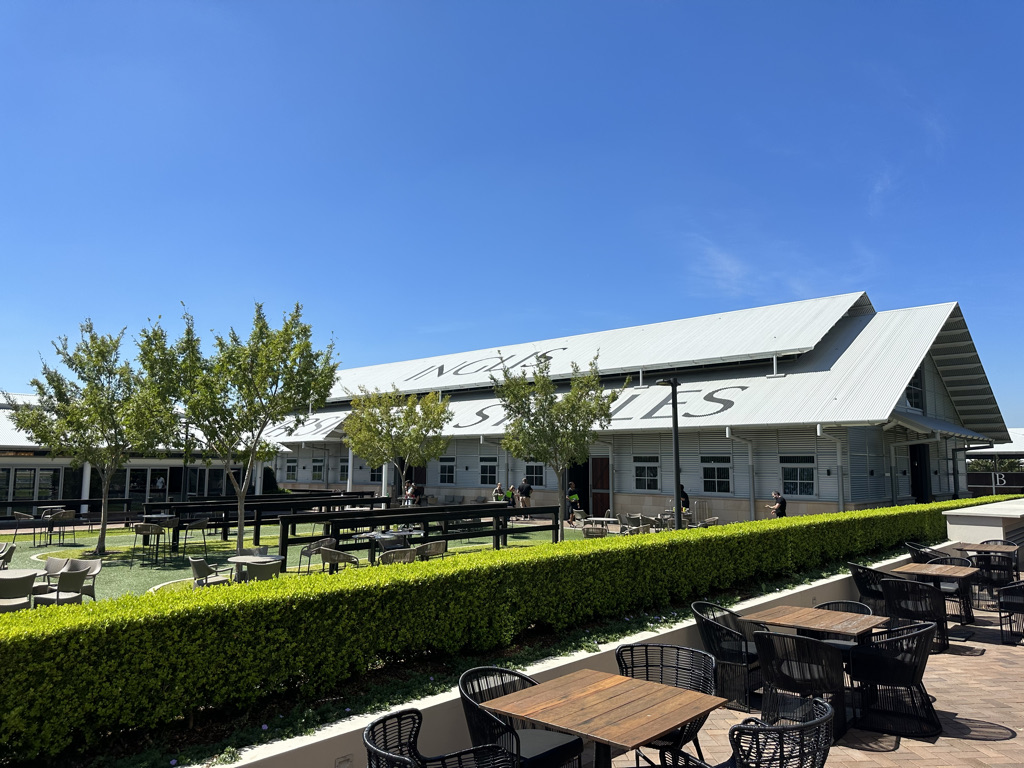
Riverside Stables, William Inglis & Son, Australien

William Inglis & Son ist Australiens größtes und älteste Auktionshaus für Vollblutpferde. Das Unternehmen hat sich auf den Verkauf von Vollblutpferden sowie auf Dienstleistungen für die Vollblutzucht, Versicherungen und Finanzierung spezialisiert.
William Inglis begann 1867 den Handel mit landwirtschaftlichen Produkten. Das Unternehmen expandierte und verkaufte neben Vieh, Pferden, Fahrzeugen und Maschinen an mehreren Standorten in ganz Sydney, darunter das Auktionshaus.
Der Handel mit Vollblütern begann 1906 in gemieteten Räumlichkeiten namens Newmarket in Randwick, die 1917 gekauft wurden. Newmarket blieb 112 Jahre lang der Hauptsitz des Unternehmens.
In den 1940er Jahren galt William Inglis & Son als führendes Auktionshaus sowohl beim Vollblut als auch beim Viehhandel, der in Sydney in großem Umfang im Vorort Homebush stattfand. Sehr bekannt waren die Sydney Yearling Sales, die im Big Stable Newmarket auf der Rennbahn Randwick stattfanden.
William Inglis & Son Pty Ltd befindet sich noch immer im Besitz der Familie Inglis und Familienmitglieder sind an der Unternehmensführung beteiligt. 2009 kaufte Inglis ein 29 Hektar großes Grundstück neben der Rennbahn Warwick Farm am 155 Governor Macquarie Drive, 40 km vom zentralen Geschäftsviertel Sydneys entfernt. Im September 2016 begann der Neubau der Riverside Stables. Olivia Inglis, die 17-jährige Tochter von Arthur Inglis, dem Geschäftsführer der Firma, kam 2016 bei einem Reitunfall ums Leben. Viele Persönlichkeiten aus der Pferdebranche drückten ihr Beileid aus.
Im Januar 2018 zog das Unternehmen von Newmarket in die neuen Riverside Stables auf dem Warwick Farm Racecourse. Die erste Auktion in den neuen Räumlichkeiten war der Classic Yearling Sale im Februar 2018.
Seit 1986 veranstaltet das australische Rennpferd-Auktionshaus Magic Millions Sales Pty Ltd jedes Jahr Auktionen in ganz Australien, darunter die bekannten Gold Coast Yearling Sales im Surfers Paradise in Queensland mit sieben Auktionstagen. In diesem Rahmen wird der Gold Coast Renntag mit neun Rennen veranstaltet, bei dem nur Pferde startberechtigt sind, die auf Magic Millions Auktionen erworben wurden. Das bekannteste Rennen ist das Magic Millions Classic für Zweijährige, mit 2 Millionen US-Dollar dotiert ist. Der Gold Coast Renntag ist insgesamt mit 11 Millionen US-Dollar dotiert.

### Neuseeland
Seit 1927 handelt das Auktionshaus New Zealand Bloodstock Limited in Karaka, nahe Auckland, mit Rennpferden. Im Jahr 2023 verkauften sie rund 1100 Vollblüter und 350 Traber.

## Liste von Auktionsrekorden bei Vollblut-Jährlingen
Ab den 1980er Jahren bis in die 2000er Jahre gab es gehäuft Jährlingsverkäufe, bei denen Preise von mehreren Millionen US-Dollar für einen Jährling gezahlt wurden. Seitdem werden seltener Rekordpreise für einzelne Fohlen gezahlt, obwohl bei den Auktionshäusern insgesamt die Erlöse über die Zeit zunahmen, weil die Käufer ihr Risiko breiter streuen. Mehr als 7,5 Mio. $ erzielten seit 2010 (Stand 2023) nur noch zwei Vollblutjährlinge. 2013 wurde der Galileo Sohn Al Naamah für 8,4 Mio. $ verkauft und 2019 erreichte die American Pharoah Tochter America's Joy einen Verkaufspreis von 8,2 Mio. $.
| Pferd            | Geburtsjahr | Vater           | Mutter            | Züchter                                     | Verkaufsjahr | Auktionspreis US-$ | Inflationsbereinigt 2019 | Käufer & Kommentar                                |
| ---------------- | ----------- | --------------- | ----------------- | ------------------------------------------- | ------------ | ------------------ | ------------------------ | ------------------------------------------------- |
| Seattle Dancer   | 1984        | Nijinsky        | My Charmer        | W. L. Jones, W. S. Farish III, W. S. Kilroy | 1985         | $13,1 Millionen    | $38,2 Millionen          | Niarchos, J. Magnier, Sangster, O’Brien, Schwartz |
| Meydan City      | 2005        | Kingmambo       | Crown of Crimson  | Jayeff B Stable                             | 2006         | $11,7 Millionen    | $18,2 Millionen          | Scheich Mohammed                                  |
| Snaafi Dancer    | 1982        | Northern Dancer | My Bupers         | Donald T. Johnson                           | 1983         | $10,2 Millionen    | $32,1 Millionen          | Scheich Mohammed, Aston Upthorpe Stud             |
| Jalil            | 2004        | Storm Cat       | Tranquility Lake  | Pamela & Martin Wygod                       | 2005         | $9,7 Millionen     | $15,6 Millionen          | Godolphin Racing                                  |
| Plavius          | 2005        | Danzig          | Sharp Minister    | Monticule Farms                             | 2006         | $9,2 Millionen     | $14,3 Millionen          | Godolphin Racing                                  |
| Al Naamah        | 2012        | Galileo         | Alluring Park     | Lodge Park Stud                             | 2013         | $8,4 Millionen     | $11,4 Millionen          | Al Shaqab                                         |
| Imperial Falcon  | 1983        | Northern Dancer | Ballade           | E. P. Taylor                                | 1984         | $8,25 Millionen    | $24,9 Millionen          | Robert Sangster, verkauft über Keeneland Sales    |
| Act of Diplomacy | 2005        | Storm Cat       | Awesome Humor     | Taylor Made Farm                            | 2006         | $8,2 Millionen     | $12,8 Millionen          | John Ferguson                                     |
| Mr. Sekiguchi    | 2003        | Storm Cat       | Welcome Surprise  | William S. Farish III, William S. Kilroy    | 2004         | $8 Millionen       | $13,3 Millionen          | Fusao Sekiguchi, verkauft über Keeneland Sales    |
| Take Control     | 2007        | A.P. Indy       | Azeri             | Allen E. Paulson Living Trust               | 2008         | $7,7 Millionen     | $11,2 Millionen          | (reserve not attained, buy back)                  |
| Ajdal            | 1984        | Northern Dancer | Native Partner    | Ralph C. Wilson, Jr.                        | 1985         | $7,5 Millionen     | $21,9 Millionen          | (reserve not attained, buy back)                  |
| Jareer           | 1983        | Northern Dancer | Fabuleux Jane     | Ralph C. Wilson, Jr.                        | 1984         | $7,1 Millionen     | $21,4 Millionen          | Scheich Mohammed                                  |
| Laa Etaab        | 1984        | Nijinsky        | Crimson Saint     | Tom Gentry                                  | 1985         | $7 Millionen       | $20,4 Millionen          | Gainsborough Stud                                 |
| Tasmanian Tiger  | 1999        | Storm Cat       | Hum Along         | Lane's End Farm                             | 2000         | $6,8 Millionen     | $12,4 Millionen          | Demi O’Byrne                                      |
| Amjaad           | 1983        | Seattle Slew    | Desiree           | Spendthrift Farm                            | 1984         | $6,5 Millionen     | $19,6 Millionen          | Scheich Mohammed                                  |
| Van Nistelrooy   | 2000        | Storm Cat       | Halory            | Stonerside Stable                           | 2001         | $6,4 Millionen     | $11,3 Millionen          | Demi O’Byrne                                      |
| Objectivity      | 2004        | Storm Cat       | Secret Status     | Lane's End Farm                             | 2005         | $6,3 Millionen     | $10,1 Millionen          | John Ferguson                                     |
| Alajwad          | 2000        | Storm Cat       | La Affirmed       | Eaton Sales                                 | 2001         | $5,5 Millionen     | $9,7 Millionen           | John Ferguson                                     |
| Obligato         | 1983        | Northern Dancer | Truly Bound       | Windfields Farm                             | 1984         | $5,4 Millionen     | $16,3 Millionen          | BBA (Ireland)                                     |
| Abshurr          | 1997        | Nureyev         | Go Solo           | Camas Park Stud                             | 1998         | $5,4 Millionen     | $10,4 Millionen          | Godolphin Racing                                  |
| Nysaean          | 1999        | Sadler's Wells  | Irish Arms        | Haras d'Etreham                             | 2000         | $5,4 Millionen     | $9,9 Millionen           | Peter Doyle                                       |
| King's Consul    | 1999        | Kingmambo       | Battle Creek Girl | Lane's End Farm                             | 2000         | $5,3 Millionen     | $9,7 Millionen           | John Ferguson                                     |
| Diaghilev        | 1999        | Sadler's Wells  | Darara            | Watership Down Stud                         | 2000         | $5,2 Millionen     | $9,5 Millionen           | Demi O’Byrne                                      |
| Wassl Touch      | 1983        | Northern Dancer | Queen Sucree      | North Ridge Farm                            | 1984         | $5,1 Millionen     | $15,4 Millionen          | Scheich Mohammed                                  |
| Elnawaagi        | 1983        | Roberto         | Gurkhas Band      | Keswick Stables                             | 1984         | $4,0 Millionen     | $12,1 Millionen          | Scheich Mohammed                                  |
| Warrshan         | 1986        | Northern Dancer | Secret Asset      | Hermitage Farm                              | 1987         | $3,7 Millionen     | $10,2 Millionen          | Scheich Mohammed                                  |
| Northern State   | 1985        | Northern Dancer | South Ocean       | Windfields Farm                             | 1986         | $3,6 Millionen     | $10,3 Millionen          | Scheich Mohammed                                  |
| Ballydoyle       | 1980        | Northern Dancer | South Ocean       | E. P. Taylor                                | 1981         | $3,5 Millionen     | $12,1 Millionen          | Robert Sangster                                   |
| Royal Academy    | 1987        | Nijinsky        | Crimson Saint     | Tom Gentry                                  | 1988         | $3,5 Millionen     | $9,3 Millionen           | Vincent O’Brien                                   |
| Shareef Dancer   | 1980        | Northern Dancer | Sweet Alliance    | E. P. Taylor                                | 1981         | $3,3 Millionen     | $11,4 Millionen          | Scheich Mohammed                                  |
| Dancing Groom    | 1985        | Nijinsky        | Blush With Pride  | Darrell Brown                               | 1986         | $3,2 Millionen     | $9,2 Millionen           | BBA (Ireland)                                     |
| Immortal Dancer  | 1982        | Spectacular Bid | Farouche          | Newstead Farm Trust                         | 1983         | $3,0 Millionen     | $9,4 Millionen           | Aston Upthorpe Stud                               |
| Fulmar           | 1980        | Northern Dancer | Bernie Bird       | E. P. Taylor                                | 1981         | $2,95 Millionen    | $10,2 Millionen          | BBA (England)                                     |

| Pferd         | Geburtsjahr | Vater            | Mutter        | Züchter          | Verkaufsjahr | Auktionsergebnis US-$ | Inflationsbereinigt 2019 | Käufer            |
| ------------- | ----------- | ---------------- | ------------- | ---------------- | ------------ | --------------------- | ------------------------ | ----------------- |
| Altruiste     | 1999        | Diesis           | Allegretta    | Haras d'Etreham  | 2000         | $8,2 Millionen        | $14,9 Millionen          | Suprina           |
| America’s Joy | 2018        | American Pharoah | Leslie's Lady | Clarkland Farm   | 2019         | $8,2 Millionen        | $10,1 Millionen          | Whisper Hill Farm |
| Alchaasibiyeh | 1983        | Seattle Slew     | Fine Prospect | Spendthrift Farm | 1984         | $3,75 Millionen       | $11,3 Millionen          | Scheich Mohammed  |